# José María Gil Tamayo
José María Gil Tamayo (Zalamea de la Serena, Badajoz, 5 de junio de 1957) es un eclesiástico, profesor y periodista católico español. Es el arzobispo de Granada desde febrero de 2023, donde fue coadjutor entre 2022 y 2023. Previamente fue obispo de Ávila entre 2018 a 2022.

## Biografía
José María nació el 5 de junio de 1957, en el municipio español de Zalamea de la Serena, Badajoz.
Entró en el Seminario de Mérida-Badajoz, donde realizó sus estudios eclesiásticos.
Obtuvo la licenciatura en Estudios Eclesiásticos, por la Facultad de Teología de la Universidad de Navarra. Posteriormente, obtuvo la licenciatura en Ciencias de la Información, por la misma casa de estudios.

### Sacerdocio
Su ordenación sacerdotal fue el  7 de septiembre de 1980, incardinándose en la archidiócesis de Mérida-Badajoz.
Seguidamente comenzó a trabajar como sacerdote estando al frente de diferentes parroquias rurales de su comarca natal de La Serena y estuvo en la pastoral educativa con jóvenes.
En 1992 se hizo cargo de la dirección de la Delegación de Medios de Comunicación y de la Oficina de Información diocesana.
También fue canónigo de la Catedral de Badajoz.
En el año 1992 se hizo cargo de la dirección de la Delegación de Medios de Comunicación y de la Oficina de Información diocesana, poniendo a la vez en marcha el Seminario Diocesano Iglesia en camino, del que ocupó su dirección hasta el 2005.
Se desempeñó profesor del título de postgrado de «Experto en Comunicación» de la Universidad Pontificia de Salamanca y de la diplomatura en Comunicación Social, promovida en las diócesis cubanas por el Pontificio Consejo para las Comunicaciones Sociales y la Conferencia Episcopal de Cuba. Fue profesor visitante de la Universidad Católica de El Salvador. También dictó conferencias en Puerto Rico.
De 1998 a 2011, fue director de la Secretaría de la Comisión de Comunicación Social de la Conferencia Episcopal Española. También dirigió el Servicio de Información de la Iglesia católica en España (SIC).
Fue experto del Comité Episcopal Europeo para los Medios (CEEM) de 2001 a 2011. También fue colaborador de la Red Informática de la Iglesia en América Latina (RIIAL) y brindó asesoría en temas pastorales de comunicación a los obispos de las Conferencias Episcopales de El Salvador y Chile. 
Fue miembro del Comité Preparatorio Internacional del Congreso Mundial de Iglesias Católicas TV, celebrada en Madrid en octubre de 2006; gestionando también el gabinete de prensa de dicho evento. Ejerció como editorialista de L'Osservatore Romano y ha colaborado habitualmente con diversos medios sobre información religiosa.
El 7 de octubre de 2006, fue nombrado consultor del Pontificio Consejo para las Comunicaciones Sociales, y renovado para otro quinquenio el 13 de diciembre de 2011.
Fue portavoz de habla española en la XIII Asamblea General Ordinaria del Sínodo de los Obispos que tuvo lugar en la Ciudad del Vaticano del 7 al 28 de octubre de 2018 sobre el tema "La nueva evangelización para la transmisión de la fe cristiana".
Ejerció como adjunto de habla española del Portavoz de la Santa Sede durante el periodo de renuncia de Benedicto XVI, sede vacante, cónclave y elección del Papa Francisco; entre febrero y marzo de 2013.
En noviembre de 2013, fue elegido secretario general de la Conferencia Episcopal Española para el quinquenio 2013-2018.

### Episcopado
Obispo de Ávila
El 6 de noviembre de 2018, el papa Francisco lo nombró obispo de Ávila. Fue consagrado el 15 de diciembre del mismo año, en la catedral de Ávila, a manos del cardenal-arzobispo Ricardo Blázquez. Tomó posesión canónica el mismo día de su ordenación.
Arzobispo de Granada
El 16 de julio de 2022, el papa Francisco lo nombró arzobispo coadjutor de Granada. Tomó posesión de su oficio, el 1 de octubre del mismo año, durante una ceremonia en la catedral de Granada.
El 1 de  febrero de 2023, aceptada la renuncia de Javier Martínez, pasó automáticamente a ser arzobispo de Granada.

## Distinciones
El 17 de enero de 2023 recibió la Medalla de Oro de la Universidad Católica de Ávila.

## Escudos de armas
|                 |
| Obispo de Ávila |

|                      |
| Arzobispo de Granada |